# シビル・ハン国

シビル・ハン国
Себер ханлыгы

シビル・ハン国の位置

シビル・ハン国（シビル・ハンこく）は、15世紀から16世紀末まで西シベリアに存在した、ジョチ・ウルスの系統に属すテュルク系国家。ジョチ・ウルスが分裂して、成立した4つの国のうちの一つ（ほかにカザン・ハン国、アストラハン・ハン国、クリミア・ハン国）。

## 呼称
シビル・ハン国の名は、チンギス・カンの長男ジョチの第5子シバン（昔班, Shiban/Shayban）の一族シャイバーニー家に由来する。「シベリア」の地域名は、シビル・ハン国の名に由来する。チュメニやトボリスクなど、今日の西シベリアの多くの都市が、シビル・ハン国の時代に西シベリア平原に建設された。

## 歴史
1440年代にジョチ・ウルスが分裂して、トゥラ川河口のチンギ・トゥラ（テュメン、現在のチュメニ付近）を根拠地としたケレイト部族のタイブカが同地に政権を樹立したことにはじまる。
ジョチの五男・シバンの末裔（シャイバーニー家）であるマフムーダク・ハンの息子でテュメン・ハン家の祖、イバク・ハン（1468年 - 1495年）がタイブカ家と婚姻関係を結び、ハーンを継いだ。西シベリアにイスラームを持ち込んだといわれている。イルティシ川沿いのカシリク（Kashlik、イスケル Isker、またはシビル Sibir。今日のトボリスクの付近）を首都とし、オビ川・イルティシ川とその支流の流域を支配し、黒テンなどの毛皮の取引を営んだ。

### 滅亡
16世紀後半には東方への拡大を目指すロシア・ツァーリ国と衝突した。1582年、ツァーリ国の援助を受けたイェルマークに率いられたコサック軍が首都を一時的に占領した（チュヴァシ岬の戦い）。その後も最後の君主クチュム・ハンが抵抗を続け、1585年8月5日または6日、奇襲攻撃により、コサック軍を壊滅させ、イェルマークを戦死させた。しかし、ロシアの攻撃は続き、1598年に国は滅亡した。
クチュムはコサックにより追放されて1600年以降に死亡し、彼の子孫はその後ロシア正教へ改宗・ロシア化してクチュモヴィチ、のちに「シビルスキー」の姓を与えられ、貴族となった。